# Xylocopa vestita
Xylocopa vestita là một loài Hymenoptera trong họ Apidae. Loài này được Hurd & Moure mô tả khoa học năm 1963.